# Third Annual Pipe Dream
A Third Annual Pipe Dream az Atlanta Rhythm Section amerikai southern rock-együttes harmadik nagylemeze, amely 1974-ben jelent meg. Az albumról kimásolt "Doraville" kislemez a 35. helyig jutott az amerikai slágerlistán.

## Az album dalai
1. Doraville
2. Jesus Hearted People
3. Close the Door
4. Blues in Maude's Flat
5. Join the Race
6. Angel
7. Get Your Head Out of Your Heart
8. The War is Over
9. Help Yourself
10. Who You Gonna Run To
11. It Must Be Love